# 宮内こずえ
宮内 こずえ (みやうち こずえ、1980年3月28日 - ) は、日本の女優、競技麻雀のプロ雀士、愛媛県松山市出身。芸能プロダクション エアプレイに所属していた事がある。プロ雀士の所属団体は日本プロ麻雀連盟で六段。2007年度から幹事として役員に就任。2022年度より四国支部長に就任した。

## 人物
芸能事務所に所属しているときに「女優が麻雀プロ試験を受ける」という企画があり、プロ試験に合格、女優業とリーグ戦との両立が困難なことから、事務所を辞め麻雀プロを選んだ。
日本プロ麻雀連盟の18期生であり、同期にはダンプ大橋、西川淳、日吉辰哉らがいる。
対局などにおけるキャッチフレーズは『純白の牌奏者』、デビュー当時は『伝説の美少女』という通り名であった。二階堂姉妹、和泉由希子と合わせて『連盟女流四天王』と呼ばれる。
2006年はテレビ対局において『第4回さんクイーンカップ』『第4回女流モンド21杯』と立て続けに優勝を果たした。特に後者は女流プロにとってはテレビ対局における最高位であり、ここで二階堂姉妹、初音舞、茅森早香など各団体の強豪女流プロを破って優勝した。2009年には『第7回さんクイーンカップ』『第7回女流モンド21杯』と立て続けに優勝を再び果たした。
ツモを重視する雀風で、優勝した「第7回女流モンド21杯」ではツモ和了率が64.29%のハイアベレージが決め手となった。
趣味は料理と映画鑑賞。2015年12月27日、第10期女流桜花でリーグ戦優勝を果たしタイトルを奪取。2016年10月29日、第14期プロクイーン決定戦で優勝しさらにタイトルを奪取。これで現女流桜花・現プロクイーンという女流プロ史上初の2冠同時戴冠という偉業を達成した。これを今までに達成したことがあるのは2025年現在までに全女流プロの中で2人しかいない。2019年11月から2020年1月にかけて実施された、女流プロ雀士によるチーム戦「麻雀BATTLE ROYAL チーム・チャンピオンシップ2020」では所属するロン2チーム(他のメンバーは仲田加南・山脇千文美)が優勝し、予選と決勝戦を合算した個人成績は+242.8ポイントで首位となりMVPを獲得した。
2020年6月20日、日本プロ麻雀連盟所属の田代航太郎と入籍したことをブログで報告した。
2021年の麻雀最強戦ではファイナルに駒を進め、醍醐大・瀬戸熊直樹・一瀬由梨との決勝戦を戦った。オーラス開始時点まで2着目の瀬戸熊に19000点差をつけ、第17期最強位の二階堂瑠美以来、また現行のシステムになってからは初の女性最強位誕生まで目前に迫ったが、1本場で瀬戸熊に倍満をツモられ裏が乗らなかったら最強位というところで優勝を逃した。九割九分最強位と言われこの時のことは映画としても作品になっている。
2023年、Mリーグに新規参入するBEAST Japanextの選手選考オーディションに応募、最終選考の8名に残る。予選B組では菅原千瑛に次ぐ2着となり山井弘と共にセミファイナルに回るが、セミファイナルでは予選A組から回った浅井堂岐・内田みこに次ぐ3着となってファイナル進出は果たせなかった。

## リーグ戦の所属クラス
- 鳳凰戦 C1リーグ（2024年8月現在）
- 女流桜花 Bリーグ（2024年9月現在）

## 獲得タイトル
- 女流桜花 (第10期)[16]
- プロクイーン (第14期)[17]

※2冠同時戴冠

## 主な戦績
- 第4回 女流モンド21杯 優勝[19]
- 第7回 女流モンド21杯 優勝[20]
- 麻雀最強戦2021 女流プロMの城壁 優勝[21]
- 第1期 日本女流麻雀選手権 優勝[22]
- 第6回 天空麻雀 優勝[23]
- 第15回 天空麻雀 優勝[24]
- 第20回 天空麻雀 優勝[25]
- 第21回 天空麻雀 優勝[26]
- 第4回 麻雀さんクイーンカップ 優勝[27]
- 第5回 麻雀さんクイーンカップ 優勝[28]
- 第7回 麻雀さんクイーンカップ 優勝[29]
- 麻雀BATTLE ROYAL チーム・チャンピオンシップ2020 チーム優勝[30]
- 麻雀BATTLE ROYAL チーム・チャンピオンシップ2020 個人MVP[31]

## 書籍

### 著書
- 手なりで勝つ! 宮内こずえの牌効率完全マスターBOOK（2018年2月28日、マイナビ出版）ISBN 978-4839965396

### 写真集
- 日本プロ麻雀連盟 女流プロ写真集 国士無双 和泉由希子・高宮まり・東城りお・宮内こずえ ほか 全13名（2013年12月26日、竹書房）ISBN 978-4812497746

## 作品

### 一般DVD
- 麻雀女子会 Vol.1 箱根温泉編 和泉由希子・宮内こずえ・高宮まり・小笠原奈央（2015年4月1日、日本コロムビア）
- 麻雀女子会 Vol.2 熱海温泉編 和泉由希子・宮内こずえ・東城りお・石田亜沙己（2015年4月1日、日本コロムビア）

### 映画
- sWinG maN スイングマン（2000年10月28日公開、ビデオプランニング、監督：前田哲）[32]
- 女流闘牌伝 aki -アキ-（2017年6月3日公開、AMGエンタテインメント、監督：中村祐太郎）※友情出演[33]
- 麻雀最強戦 the movie（2022年11月18日公開、マグネタイズ、監督：原澤遊風）[34]

### Vシネマ
- 雀狼伝 3 必殺!!亜空間殺法（2001年1月21日、GPミュージアム）[35]
- 民事介入暴力 非合法領域（2002年3月25日、GPミュージアム、監督：服部光則）[36]
- 実録・暴走族 ブラックエンペラーレディース（2006年5月25日、GPミュージアム、監督：大月栄治）[37]
- むこうぶち 高レート裏麻雀列伝 シリーズ（GPミュージアム、監督：片岡修二） - 雪乃 役
  - むこうぶち3 高レート裏麻雀列伝 裏プロ（2008年4月25日）[38]
  - むこうぶち5 高レート裏麻雀列伝 氷の男（2008年12月25日）[39]
  - むこうぶち6 高レート裏麻雀列伝 女衒打ち（2009年6月25日）[40]
  - むこうぶち7 高レート裏麻雀列伝 筋殺し（2009年3月19日）[41]
  - むこうぶち8 高レート裏麻雀列伝 邪眼（2010年12月17日）[42]
  - むこうぶち9 高レート裏麻雀列伝 麻将（2012年10月19日）[43]
  - むこうぶち10 高レート裏麻雀列伝 裏ドラ（2012年12月21日）[44]
  - むこうぶち11 高レート裏麻雀列伝 鉄砲玉（2014年10月3日）[45]
  - むこうぶち12 高レート裏麻雀列伝 付け馬（2015年3月25日）[46]
  - むこうぶち13 高レート裏麻雀列伝 壺（2017年1月6日）[47]
  - むこうぶち14 高レート裏麻雀列伝 相方（2017年5月5日）[48]
  - むこうぶち15 高レート裏麻雀列伝 麻雀の神様（2018年12月25日）[49]
  - むこうぶち16 高レート裏麻雀列伝 無邪気（2019年1月25日）[50]
- 灼熱の闘牌録！ 鉄火場のシン 生き残るモノの覚悟（2014年8月6日、竹書房、監督：松岡孝典）[51]

## 出演

### テレビ番組
- モンド21麻雀プロリーグ（MONDO21）
- らぶ・ちゃっと「MIDNIGHT RUN」（2000年8月7日、フジテレビ）
- 天空麻雀（エンタメ〜テレ）
- 麻雀ミステリーツアー（2012年9月1日、MONDO TV）
- てんパイクイーン（2016年 - 、テレ朝チャンネル2）

### テレビドラマ
- 極悪がんぼ 第9話（2014年6月9日、フジテレビ） - 天枝麻未 役

### ウェブテレビ
- 今日、体重発表します。-優勝賞金100万！負けたらその場で体重発表！-（2017年11月19日、AbemaTV)[52]

### ウェブラジオ
- 宮内こずえ＆東城りおのお願い女神様♡（2024年7月7日 - 、ラジオクロニクル）

### CM
- アルバン「麻雀卓 -梢-」（2013年）
- 家庭教師のトライ（声のみ、時期不明）

### その他
- 夕刊フジ杯麻雀女王決定戦にJAJA雀 チームから出場